# امیر زلیکانی
امیر زُلیکانی تلاوکی (۲۹ مرداد ۱۳۶۸ (خورشیدی) در ساری) بازیکن فوتبال اهل ایران می‌باشد.
او که پیشینهٔ بازی در تیم صنعت ساری، شیرین فراز کرمانشاه، فولاد نوین خوزستان و صنعت نفت آبادان را در کارنامه داراست در سال ۱۳۹۵ به باشگاه فوتبال فولاد خوزستان پیوست.

## بن‌مایه
1. ↑  «امیر زلیکانی». باشگاه فرهنگی ورزشی فولاد خوزستان.